# 銃床

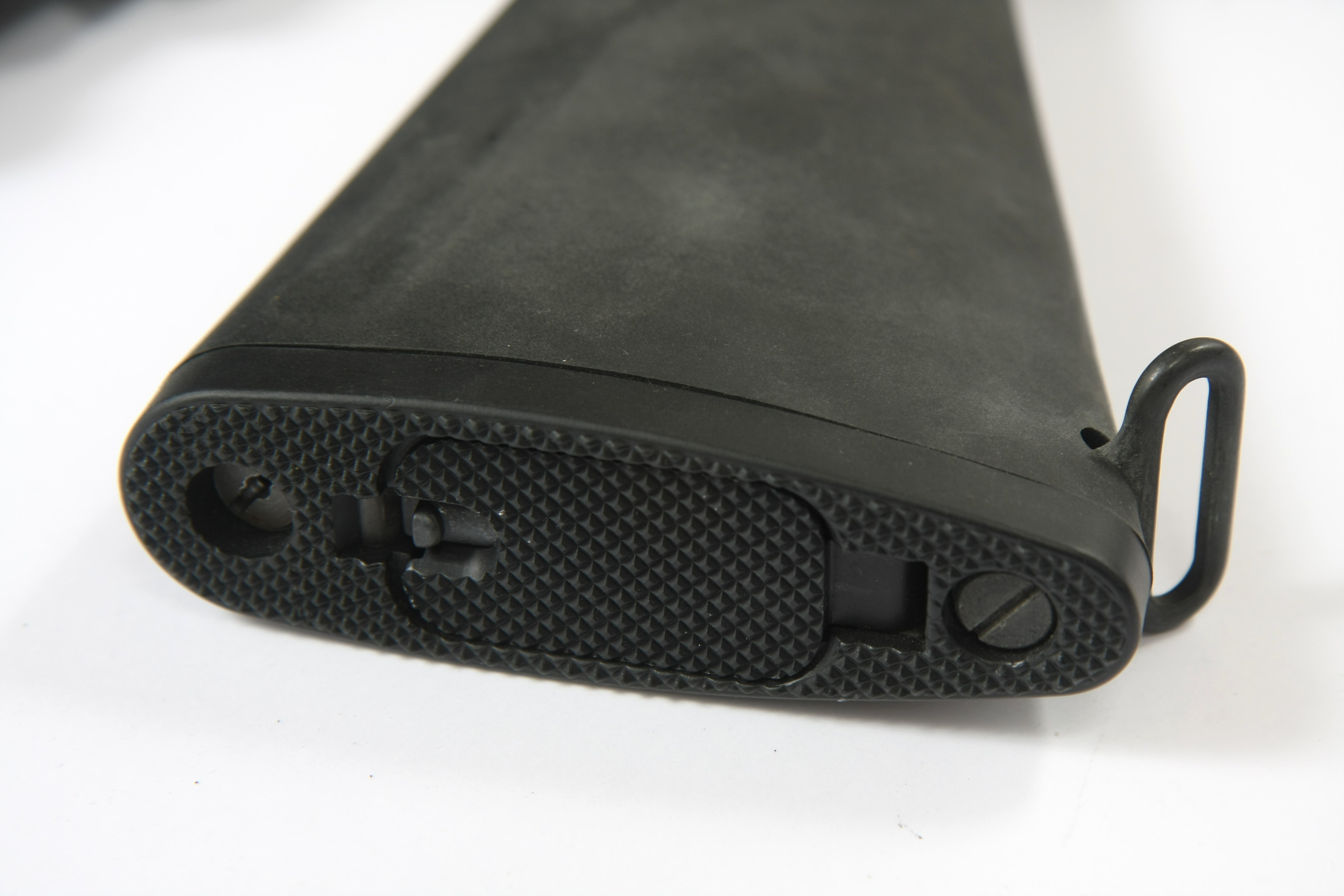
AR-15コルトスポーター銃床の床尾板。銃床の中には清掃キットを収納でき、床尾板の中央に収納スペースの蓋が設けられている。

銃床（じゅうしょう、英: Stock：ストック、Buttstock：バットストック）は、銃やクロスボウの照準を安定させ、発射時の反動を抑えるために、肩に当てる部品を指す。吊り紐や二脚と併用すれば、さらに発砲時の安定が得られる。本来の銃床は銃のframe（フレーム）と呼ばれる部分で、銃床の前部（手を添える部分）を前床、後部（肩に当てる部分）を後床または台尻と言う。特に木製のものを木被といった。

## 歴史
英語のstock（ストック）という言葉は、スティック（stick, 棒）から派生した語で、butt（バット）という言葉は「太い端」を意味する。
ストックは、1571年から使われており、ドイツ語で木の幹を意味する Stock から来ている。初期に作られた武器では、銃身に棒を直接一脚のように取り付けて固定していたが、後にアーキバス（火縄銃）の時代には、点火機構を作動させる引き金と、銃の照準をしっかり安定させるため後端に銃床が備わるようになり、現代へ続く小銃の基本的なデザインが定まった。騎兵は、銃床を初期マスケット銃の装填に利用していた。

## 概要
肩撃ちを行わない銃（車両搭載機銃や拳銃など）では銃床は不要である。標準モデルでの銃床の有無が概ね小銃と拳銃を分ける。車両に搭載する場合、歩兵が携行する場合の両方の使途がある銃では、銃床を取り外せる構造とする例がある（MG34機関銃、M240汎用機関銃など）。これとは別に、サブマシンガンやアサルトライフルでは、状況に応じて銃床を折り畳み、または短縮できる構造とする例がある。この場合は車両への搭載ではなく、携行性を考慮したものである。
銃床はほぼ必ず銃の最後尾に配置されるが、寸法の都合上レシーバーの途中に銃床が取り付く構造のものもあり（バレット M82A2など）、肩上で発射し後方排気がある無反動砲系も砲身下部に銃床が付く。
かつては、銃床は硬い木材（クルミなどの単材、あるいは合板）で造られた。小銃は時代が下るごとに短くなっており、過去には銃先側とバランスを取るため敢えて銃床の重量を増す意味もあった。特に全長が短いサブマシンガン等では金属製の骨組みだけのような構造のものや、軽量化のために合成樹脂主体の複合材料で造られたものもある。
右写真のM1ガーランドのように、銃床の位置が銃身軸線より低いものを曲銃床、M16のように銃床の位置が銃身軸線の延長上にあるものを直銃床という。銃で照準をつけるためのアイアンサイトは通常、銃身直上に設けられるが、銃床が最初に開発された時、肩付けした際に視線が照門から照星へ通る高さまで持ち上げるため、銃床は斜め下に下垂した曲銃床となった。しかし軽機関銃やアサルトライフル等、連射式の銃が普及してくると、曲銃床には連続する反動によって銃口が跳ね上がるモーメントが強く加わる問題が起こった。そこで、銃口から肩付けまで一直線に反動を受け止め跳ね上がりを抑える直銃床が考案、普及した。また従来の銃床は区別のためのレトロニムとして曲銃床と呼ばれるようになった。一方、直銃床は射手の視線から銃身位置が低いため、高く持ち上げたピープサイトとする必要を生じた。照準眼鏡（スコープ）を使用する場合でも支柱や台が高くなるため狂いを生じやすく、曲銃床に比べ単発射での命中精度では不利になる。曲銃床は連射機能を持たない猟銃では依然主流であり、やはり単射の精度を重視する狙撃銃にも少なくない。
白兵戦において、歩兵用ライフル銃の銃床は、敵兵を殴りつけるなど格闘戦の手段としても用いられてきた。曲銃床の時代には小銃の構造自体が単純であった上、殴打時に持ち手となる前床から銃床まで一体構造の頑強なフレームになっており機構部に伝わる衝撃が小さかったが、直銃床になると複雑な連射機構に衝撃がまともに伝わる上、分割部が多くなった折り畳み式銃床や伸縮式銃床では、そのような用途にはさらに適さなくなった。合成樹脂製の銃床も同様で、耐えられるのは銃の軸線方向にまっすぐ突く打撃程度に限られる。
同じボルトアクションライフルでも歩兵用小銃と狙撃銃や猟銃との目立つ相違が、銃床のうち前床側の作りにある。歩兵銃では銃剣格闘時の負荷を受け持つため、また連射で熱くなった銃身による火傷防止のため、多くが前床部を銃口付近まで延長してあり、しばしば上面側まで覆うハンドガードとなっている。これが不要な猟銃や狙撃銃では前床部が小さく銃身の大部分がむき出しになる。

## 構成

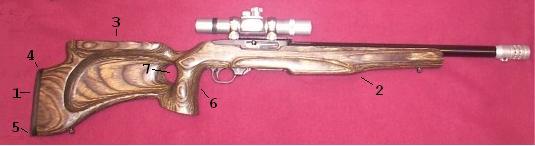

右図のスターム・ルガー 10/22を例に示すが、部位は大きく分けて二つあり、後部の1)butt、前部の2)forendに分けることが出来る。その他に3) comb, 4) heel, 5) toe, 6) grip, 7) thumbholeがある。

## 種類

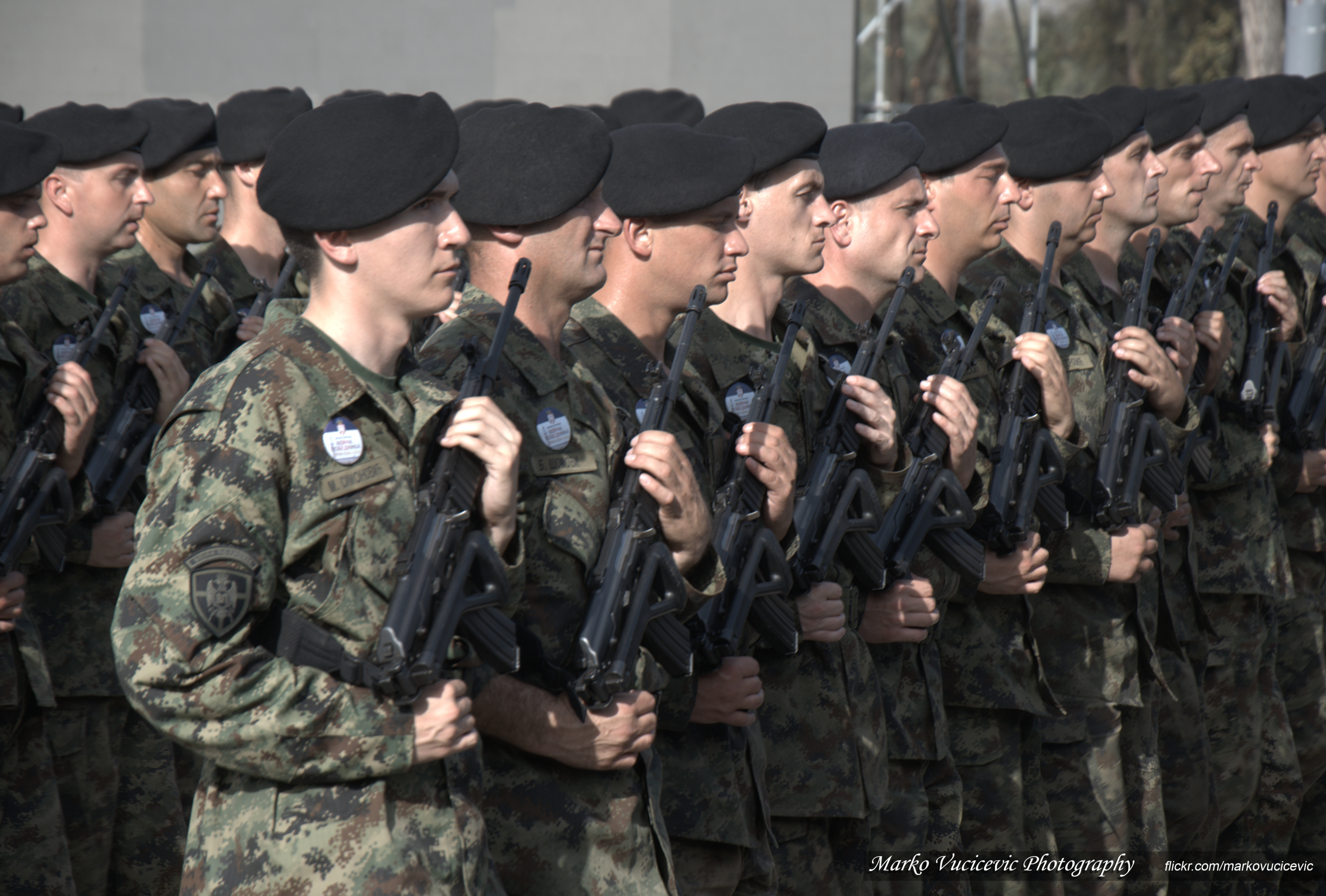
ストックを折りたたんだ状態で携行されるツァスタバM21

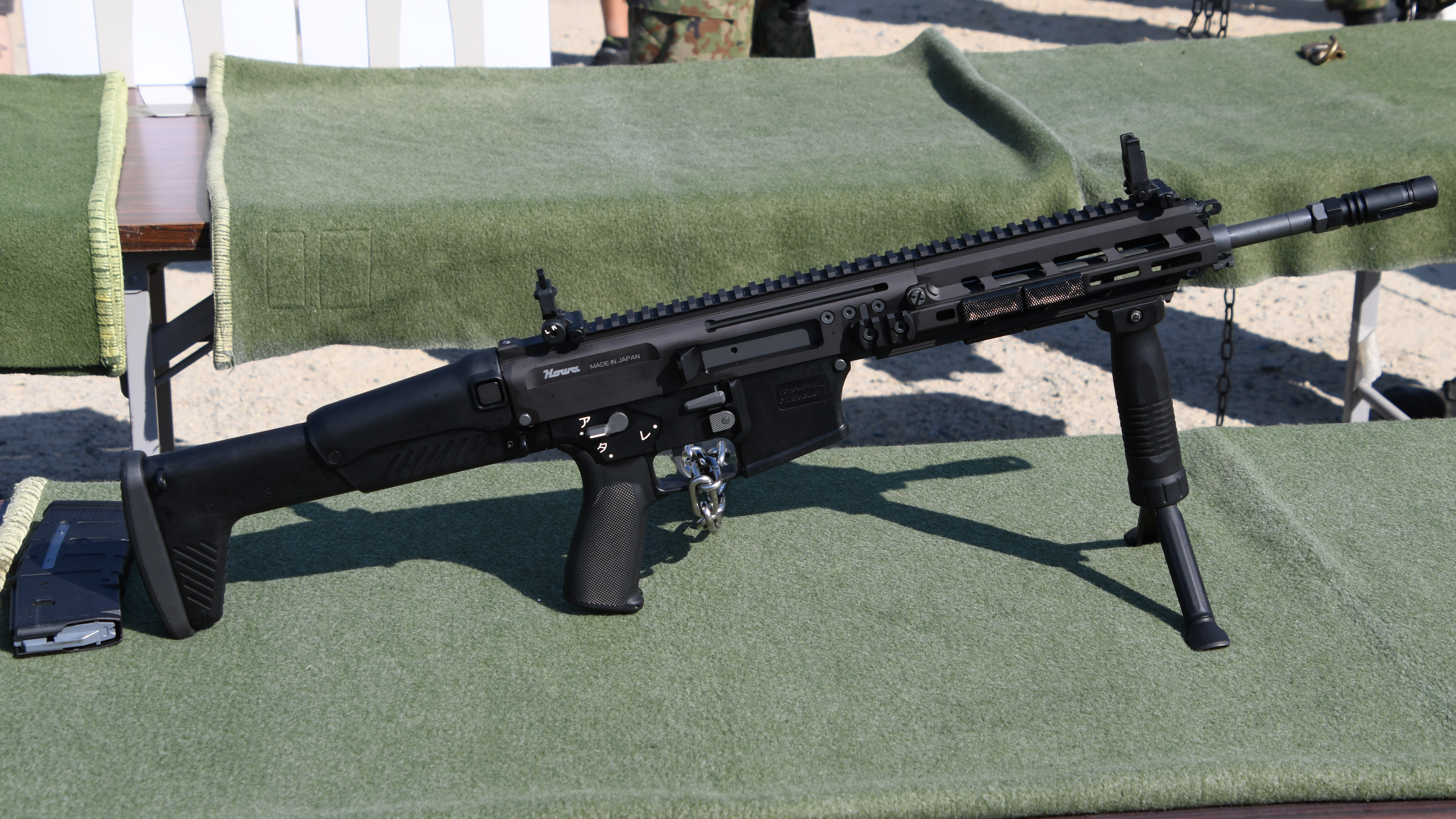
伸縮式銃床と調節式チークパッドを備える20式5.56mm小銃

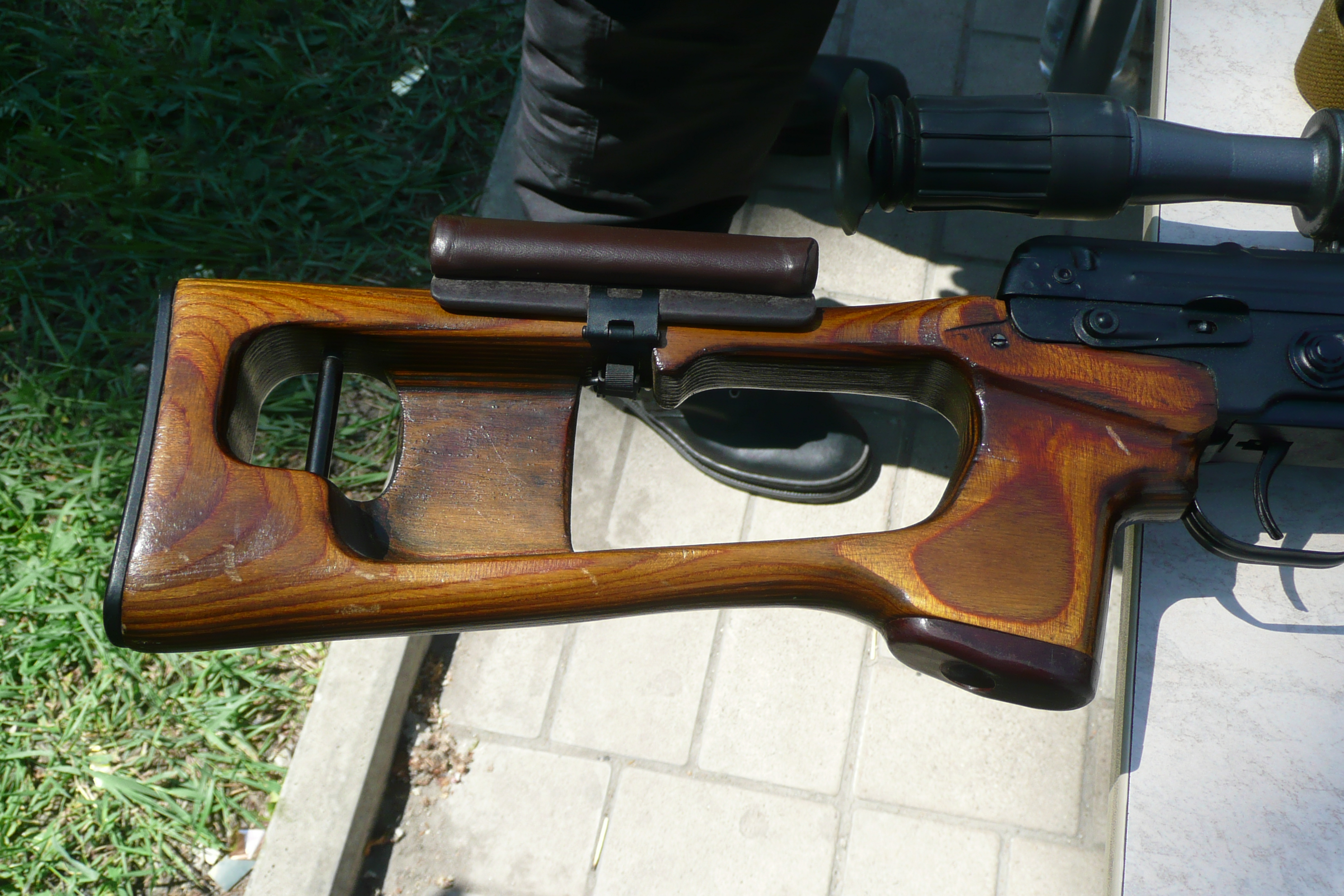
SVDの中空ストック

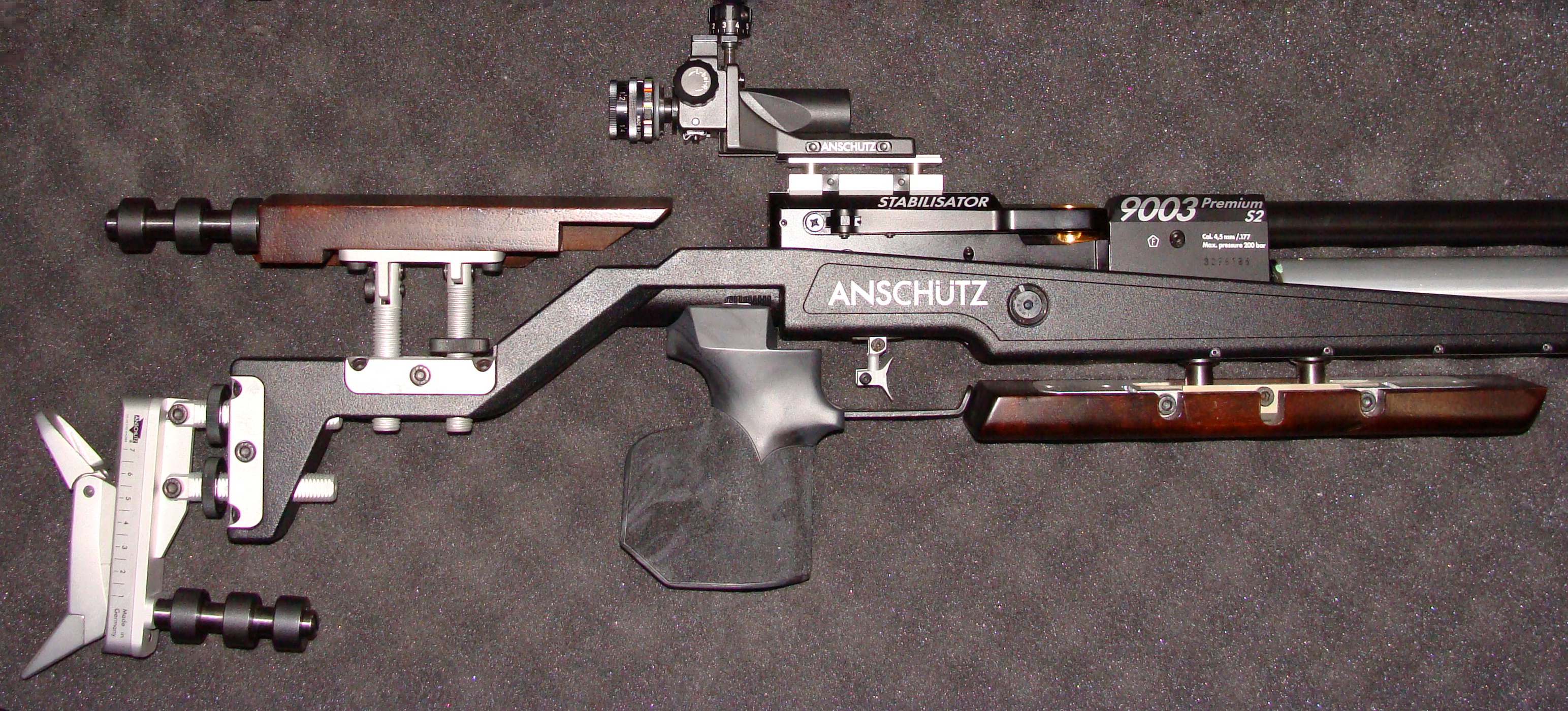
アンシュッツ製の競技用ライフル

折り畳み式銃床（folding stock）、折曲銃床
輸送機に乗る空挺部隊、装甲車に乗る部隊、船に乗る部隊などが携行しやすさから利用する。
- UZIでは、2つ折りにして折り畳む独特の機構を採用している。Vz.61 スコーピオンは、上方向から畳むようになっている。また、スターリングは下方向から畳む。

伸縮式銃床（adjustable fixed stock）
テレスコピックストックまたはリトラクタブルストックともいう。初期のものは伸ばせる長さが固定長型だったが、近年のものは多段階調節型になっている。銃の軸線に沿って真っすぐ引き延ばす構造上、射撃中に反動で押し込まれる力により固定が外れて機能しなくなるリスクがあり、反動が小さめのMP5などサブマシンガンから採用が始まった。小銃クラスでの本格採用は冷戦後、アメリカ軍がM4カービンで大量導入に踏み切った頃からで、これはM16系の遊底尾筒が銃床内に貫入している構造から折り畳み銃床が導入できないことの代替措置の面もあったが、体格や装具の厚みに応じて調節できるメリットが大きいことが判り、以後多くの銃に採用が進みつつある。FN SCARなど折り畳みと伸縮機構を併設するものもある。
中空
軽量化のほか、空洞化された部分を有効活用することもある。
- 木製銃床の一部や、合成樹脂製の銃床では、中を空洞にして清掃キットを格納できるようにしてあるものも多い。
- ソ連製の狙撃銃SVDやPK機関銃では、重量を抑えるため銃床の中央を大きくくり抜いた形状が採用され、スケルトンストックなどとも呼ばれる。これは、ソビエト連邦の崩壊を経たロシアで開発されたSV-98でも同じである。
- アーマライト社のMA-1 サバイバル・ライフル（ヘリコプターや戦車乗員の自衛用）は、銃床の中に機関部と弾薬を格納して防水加工することができる。

ブルパップ方式
銃床に機関部を丸々格納して、銃身長の全長を短くした方式。
バンプファイアストック
民間で売られるような連射機能が制限された半自動火器に細工を行い発砲の反動で連射できるようにする方法がバンプファイアである。バンプファイアストックは、それを容易に行えるようにするオプションパーツである。アメリカは、これを使用した銃乱射事件後の2018年12月に規制した。
狙撃用
射撃精度を特に重視する競技銃や狙撃銃などでは、銃床は射手の身体を銃と一体化させるための固定台となる。肩当てのバットプレートに加えて、銃床の上部には頭部を預けてサイトへの視線を保持するための頬当て（チークピース）が付き、特に高精度を求めるものはネジ等で微細なポジション調整が可能になっている。近年、標準装備のアサルトライフル等でも、非対称戦下において特殊部隊や後衛のパトロール部隊など軽装兵の交戦比率が増大したことで小銃火力への依存度が増し、狙撃精度向上化が求められていることもあり、伸縮式銃床で肩付けの調整がある程度可能になると共に、チークピースも厚みの異なる何種類かのパッドを交換する等、簡易だが調節可能なものが増えてきている。
着脱式
特に第二次世界大戦前ごろまで、拳銃と小銃の間を埋める火器のラインナップがまだ薄く、小銃自体も長大で携行性に劣っていた時代には、拳銃やマシンピストルに必要に応じてストックを装着しピストルカービン（小型ライフル）や軽サブマシンガンとしての使用ニーズが少なくなかった。この時期のモーゼルC96や南部大型自動拳銃等には拳銃本体をストックに収納できホルスターになるものもあった。比較的新しいものでは冷戦期のVP70のストックも本体収納型で、またこのストックに内蔵するバースト射撃機構と接続しマシンピストルになるというユニークなメカニズムが備わっていた。その後も一部カスタムガンのニーズに留まるものの、拳銃用ストック類は開発販売が続いている。

## 用途による変形
- 携行式の機関銃の場合、持続射撃中に銃床が反動で肩からずり落ちてしまわないように、肩当て用の上に跳ね上がる折り畳み式プレート「床尾上板」を取り付けたもの（M60やミニミ軽機関銃など）があり、自動小銃（BARやM14、64式など）でも採用事例がある。同じ目的で肩にフィットするような湾曲を付け、左手を添えるための窪みを付けたもの（MG34機関銃、M1919A6、十一年式軽機関銃など）もある。

宇宙飛行士用途
- TP-82 - ソビエト連邦が打ち上げる有人宇宙船の乗組員が着陸時に使用する三銃身ピストル。銃床部が鉈になっている。